# 小切戸川

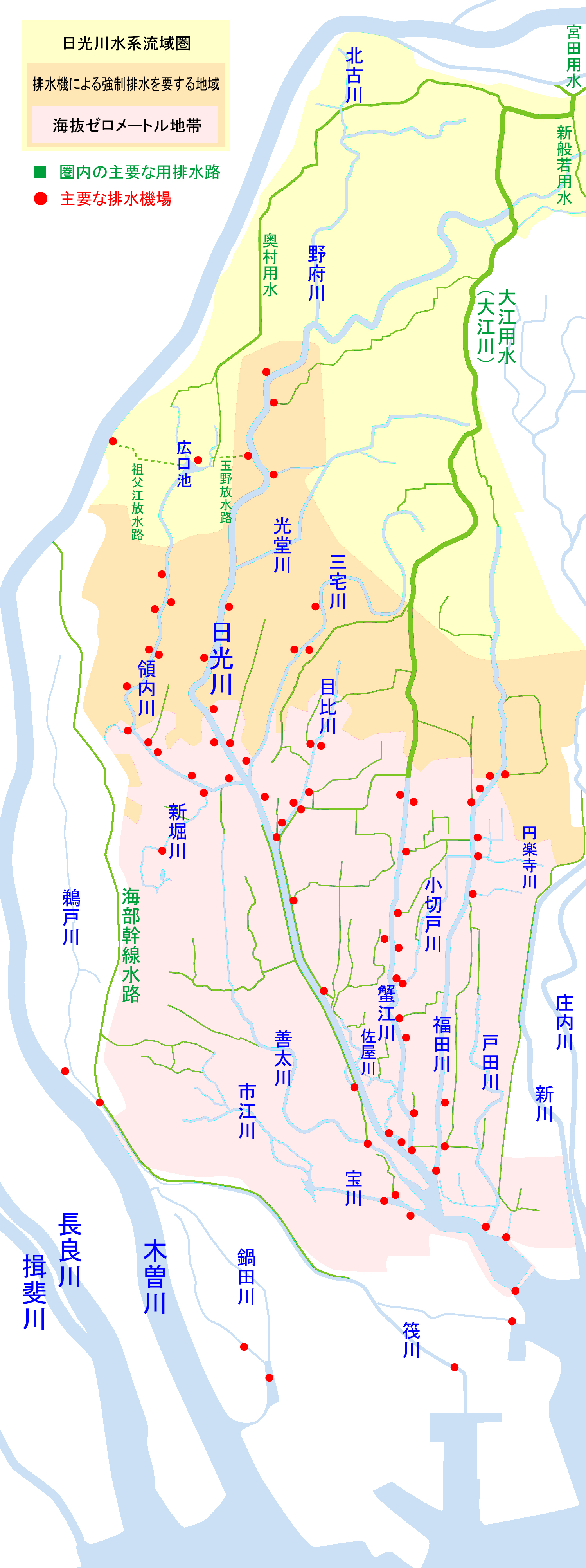
日光川水系の概略図

小切戸川（おぎりどがわ）は、日光川水系の二級河川。愛知県あま市・海部郡大治町を流れる。蟹江川を経て日光川に合流する2次支川。
本項目では小切戸川と関連性が強い日光川水系の二級河川である西條小切戸川（にしじょうおぎりどがわ）と円楽寺川（えんらくじがわ）、および現在は存在しない大切戸川（おおぎりどがわ）についても扱う。

## 地理
小切戸川は愛知県あま市七宝町秋竹北部の福田川との隣接部に端を発し、福田川と蟹江川の間を南に流れてあま市七宝町鯰橋付近で蟹江川に合流する。河川法における河川延長は約4.7キロメートル。
小切戸川の上流ではかつて福田川を伏せ越しして対岸へと繋がっていたが、福田川東岸の3つの排水機場が1968年（昭和43年）・1992年（平成4年）・2010年（平成22年）に設置されたことにより、排水機を利用して福田川へと常時排水することが可能となったため現在は伏せ越しは撤去されている。福田川東岸にはかつての小切戸川上流部として、あま市甚目寺付近に端を発する西條小切戸川、海部郡大治町の大治浄水場付近に端を発する円楽寺川の2つが存在するが、愛知県が管理する西條小切戸川は2011年（平成23年）3月に新規に登録された河川であり、西條小切戸川の最上流部には大治町が管理する「小切戸川」の区間も残る。

## 歴史
江戸時代初期ごろまでの小切戸川は戸田川などとともに庄内川西岸の派川として流れており、小切戸川の北から西を流れる大切戸川と河口部近くで合流して伊勢湾に注いでいた。現在庄内川の西側を南北に流れる新川・福田川・蟹江川・日光川は17世紀中ごろ以降に人工的に開削整備された河川であり、小切戸川が現在の河道形状に至るには数度の大規模な河川改修を経ることとなる。
小切戸川や大切戸川に最初に影響した改修工事は日光川の開削である。「御囲堤」の建造によって木曽川や佐屋川の河床が上昇すると、佐屋川支流の天王川や上流の萩原川・三宅川などの排水にも支障が生じるようになったことを受け、1667年（寛文7年）に現在の三宅川合流点以下の日光川が開削される。日光川の下流側では小切戸川・大切戸川の河口部に繋がるように河道が整備され、その過程で大切戸川を分断して佐屋川や大膳川が生じた。
小切戸川の東西を流れる蟹江川・福田川、および庄内川西岸に沿う新川はほぼ同時期に整備された。1785年（天明5年）までに大江川（大江用水）を小切戸川に繋げるように延長したものが蟹江川、1787年（天明7年）までに「御囲禍堤」によって増加した庄内川西岸の水害対策として開削されたものが新川であり、少し遅れて1796年（寛政8年）までに既存の農業用排水路を拡幅する形で整備されたものが福田川である。これらの河川によって小切戸川や戸田川は庄内川から切り離され、また新河道の開削によって旧小切戸川などの河道が分断された。また、小切戸川と福田川の伏せ越しも福田川整備と同時に建造されたが、廃止直前まで運用された伏せ越しは本来の小切戸川と福田川河道の交差部よりやや北側となっていた。
現在の河川状況が完全に完成するのは、日光川の完全な付け替えや河口部の新田開発も完了する1800年前後である。小切戸川は前述のとおり蟹江川の支流として現存するが、大切戸川は幅2メートル程度の農業用排水路や自然堤防上に形成された集落に由来すると思われる住宅街が残るのみである。